# San Francisco (Be Sure to Wear Some Flowers in Your Hair)
"San Francisco (Be Sure to Wear Flowers in Your Hair)" é uma canção composta por John Phillips do The Mamas & The Papas, e interpretada por Scott McKenzie. Escrita e lançada em 1967, foi usada para promover o festival de rock Monterey Pop.
Lançada em 13 de maio de 1967, a single tornou-se imediatamente um grande sucesso, chegando à posição #4 da Billboard Hot 100 nos Estados Unidos, onde ficou por quatro semanas consecutivas. Fora dos EUA, ela chegou ao #1 das paradas no Reino Unido e em toda a Europa, vendendo mais de sete milhões de cópias em todo o mundo. Muitos consideram a canção como responsável pela romaria de milhares de jovens à Califórnia durante a segunda metade dos anos 60.
Na Europa Central, "San Francisco" foi usada como um hino de liberdade e tocada por toda a Tchecoslováquia durante a Primavera de Praga, em 1968. Depois da Queda do Muro de Berlim, McKenzie foi convidado a cantar a canção na ex-Alemanha Oriental, onde descobriu que jovens haviam sido presos no país pela Stasi, durante a ditadura comunista, apenas por escutá-la.
No correr dos anos, a canção tem sido usada em vários filmes, como Busca Frenética, Forrest Gump e A Rocha.

## Citação
“Quando San Francisco foi lançada na primavera de 1967, meu país vivia um caos. Além de sofrermos por assassinatos políticos, estávamos amargamente divididos pela escalada da Guerra do Vietnã e sangrando por atos internos de violência e ódio, muitos deles como reação a pacíficos protestos e demonstrações pelos direitos civis. Mesmo quando tantos de nós já havíamos perdido as esperanças, quando o Verão do Amor já estava se transformando num Inverno de Desespero, nossa música nos ajudou a manter-nos vivos e nos levar em frente num mundo que ainda tínhamos esperança de mudar. E ela ainda faz isso hoje.— Scott McKenzie